# Ägyptische Gottesanbeterin
Die Ägyptische Gottesanbeterin (Miomantis paykullii) oder Pharaomantis ist eine Fangschrecke aus der Familie der Mantidae, Unterfamilie Miomantinae. Die Art ist in der Lage, sich parthenogenesisch zu vermehren.

## Merkmale

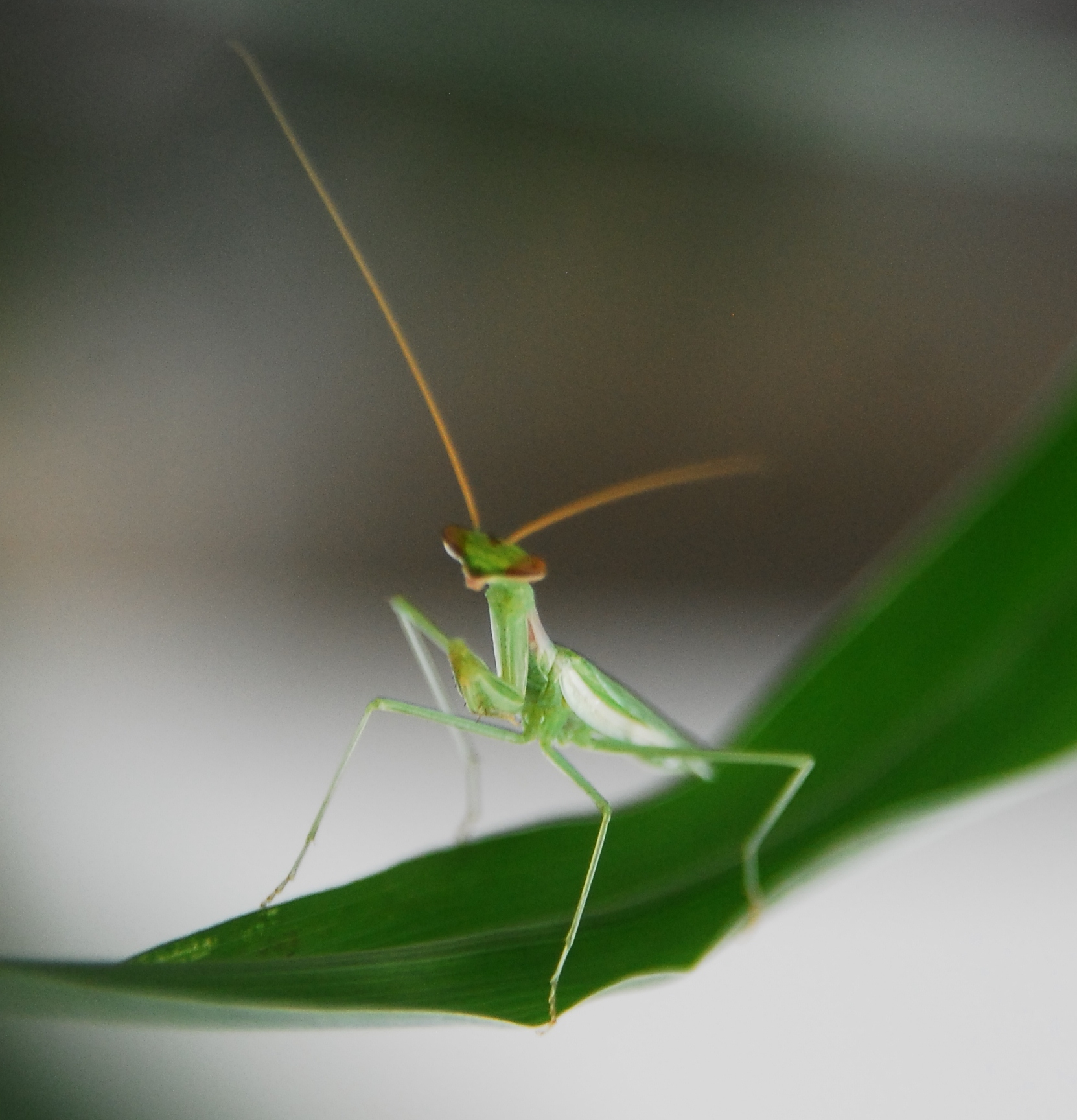
Männchen

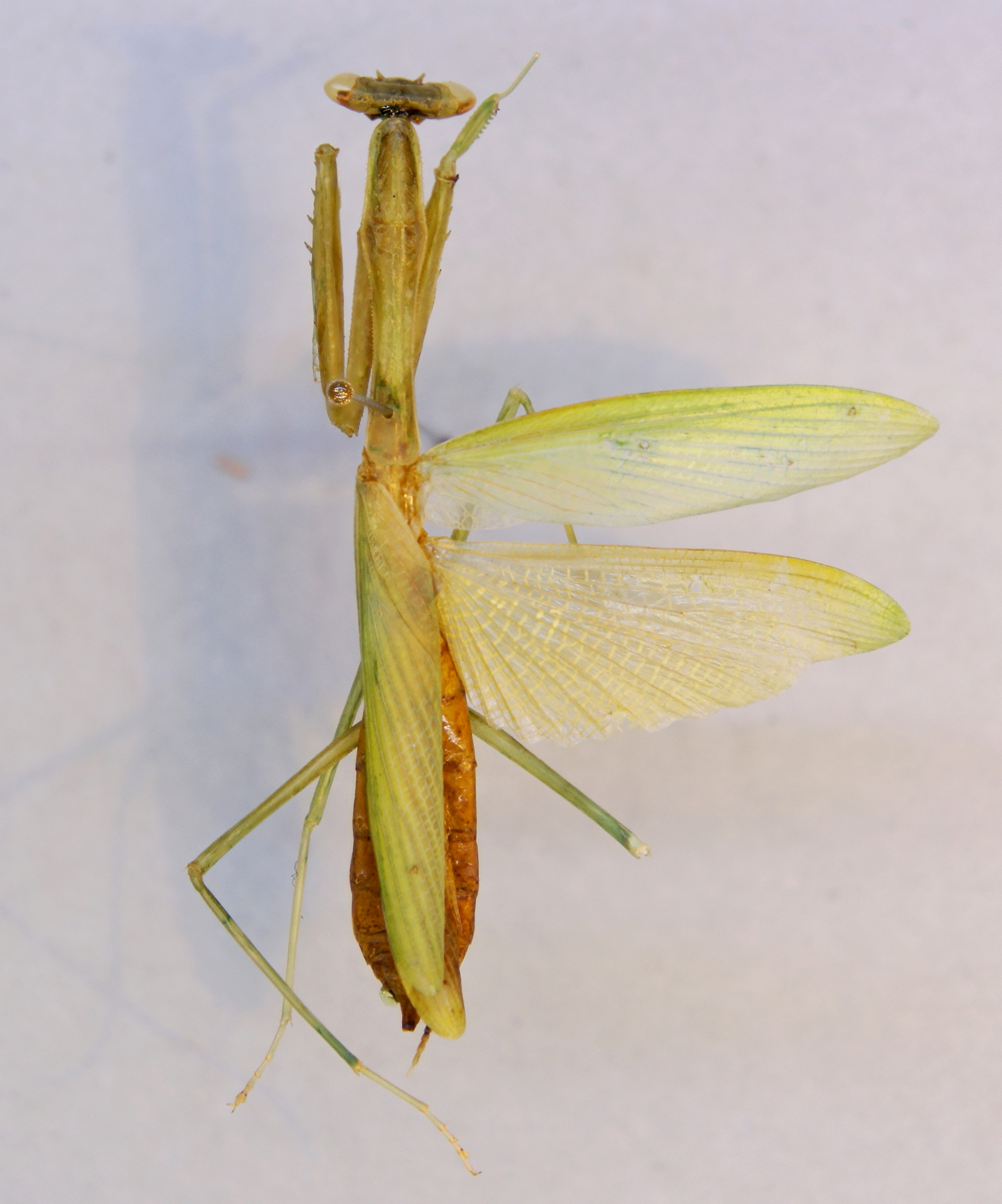
Miomantis paykullii aus der Zoologischen Staatssammlung München

Männchen erreichen eine Körperlänge von 35 Millimetern, Weibchen eine von 45 Millimetern. Die Grundfarbe der Ägyptischen Gottesanbeterin ist grün, es gibt jedoch auch Exemplare mit einer beige-braunen Grundfärbung.

### Ähnliche Arten
Die Ägyptische Gottesanbeterin ähnelt einigen Typusarten der Fangschrecken, etwa der Ghana-Gottesanbeterin (Sphodromantis lineola) oder der Europäischen Gottesanbeterin (Mantis religiosa), welche jedoch mit gut 80 Millimetern deutlich größer sind als die Ägyptische Gottesanbeterin.

## Vorkommen
Die Ägyptische Gottesanbeterin lebt in Afrika in den Ländern Ägypten, Elfenbeinküste, Ghana, Togo, Kamerun, Kenia, Mosambik, Niger, Tschad, Uganda und Senegal. Dort bewohnt sie Sträucher, Büsche und Gräser in eher trockenen Steppengebieten.
Die Ägyptische Gottesanbeterin ist in ihrem Habitat gut getarnt und ist auf Gräsern, auf denen sie lauert, schwer auszumachen.

## Lebensweise
Weibchen der Ägyptischen Gottesanbeterin erreichen eine Lebensdauer von 8 Monaten. Sie benötigen für diesen Lebenszyklus 7 Häutungen. Männchen werden 6 Monate alt und durchstreifen 6 Häutungen.

## Vermehrung
Die Kopulation dauert 2 bis 5 Stunden. Während rund  7 Tagen nach der Paarung werden etwa 10 Ootheken abgelegt, aus denen je 20 bis 50 Larven schlüpfen. Eine Fortpflanzung durch Jungfernzeugung ist auch möglich.

## Ernährung
Die Anfangs sehr kleinen Jungtiere ernähren sie sich von recht kleinen Insekten, etwa Springschwänzen. Taufliegen zählen schon zu den größten Beutetieren.
Imagines ernähren sich von Fliegen, Ofenfischchen, wie die Larven auch von Springschwänzen und von kleinen oder noch nicht ausgewachsenen Lang- und Kurzfühlerschrecken.

## Taxonomie
Die Art wurde 1871 von Carl Stål beschrieben. Das Artepithet paykullii wurde zu Ehren des schwedischen Naturforschers Gustaf von Paykull gewählt. Innerhalb der Unterfamilie Miomantinae wird sie zur Tribus Miomantini gezählt, die neun Gattungen umfasst. Die zweite Tribus der Miomantinae sind die Rivetinini mit 18 Gattungen.